# Craugastor stejnegerianus
Craugastor stejnegerianus é uma espécie de anfíbio da família Craugastoridae.
Pode ser encontrada nos seguintes países: Costa Rica e Panamá.
Os seus habitats naturais são: florestas secas tropicais ou subtropicais, florestas subtropicais ou tropicais húmidas de baixa altitude, regiões subtropicais ou tropicais húmidas de alta altitude, pastagens, plantações e florestas secundárias altamente degradadas.
Está ameaçada por perda de habitat.